# Seidentuch

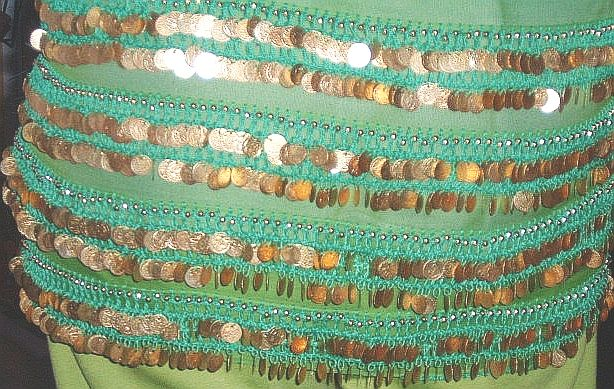
Seidenhüfttuch mit Münzen bestickt, wie es auch beim Orientalischen Tanz Verwendung findet

Ein Seidentuch  (auch Foulard oder silk scarf genannt) ist ein zur weiblichen oder auch männlichen Kleidung gehörendes Accessoire, welches meist als quadratisches Stück Stoff aus reiner Seide gefertigt ist.

## Verwendung

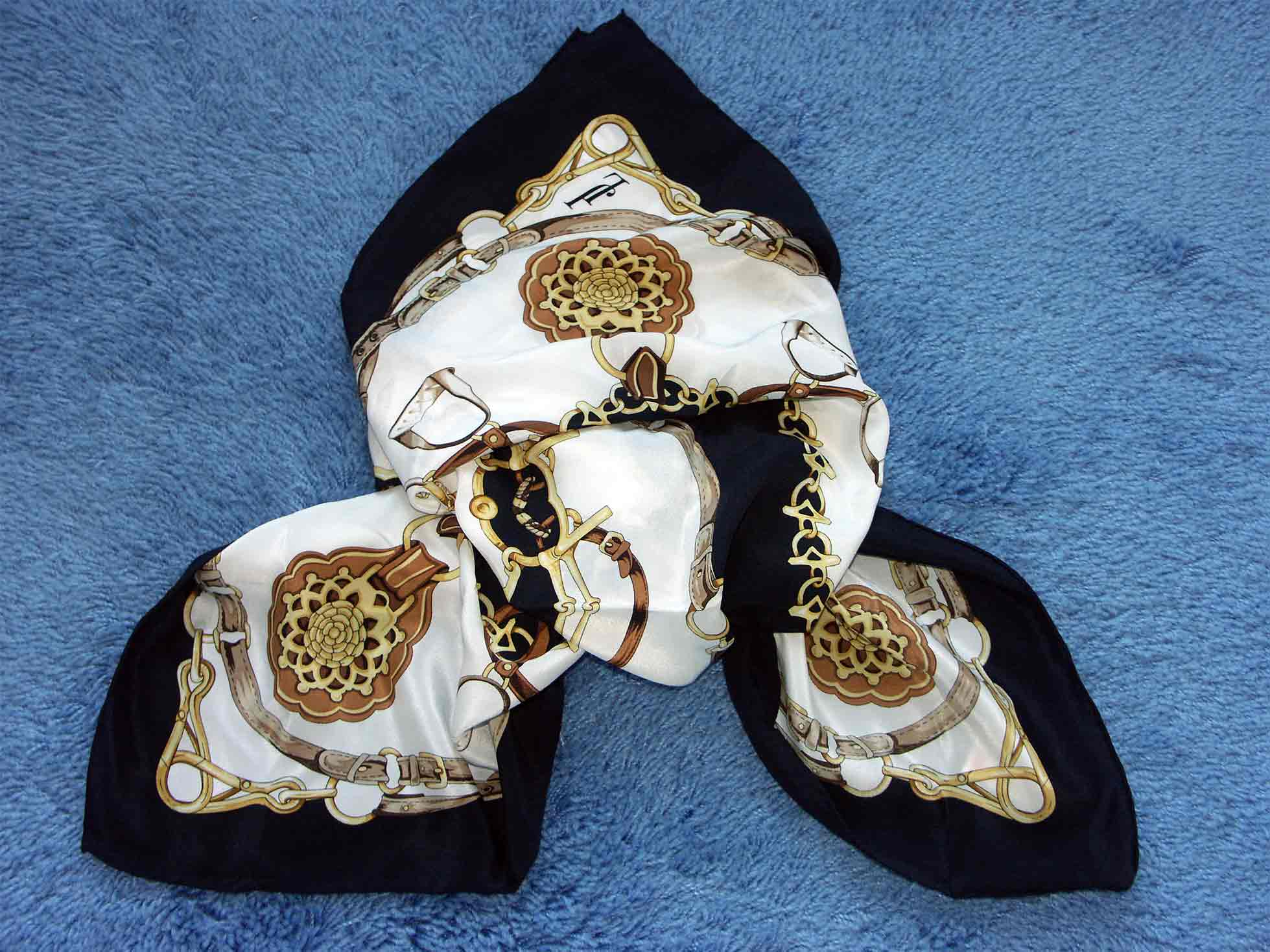
Seidentuch/ Foulard im klassischen Équipagestil

Ein Seidentuch kann auf verschiedene Art und Weise getragen werden:
- als Kopftuch
- als Halstuch
- als Armband
- kleinformatige Seidentücher als Einstecktuch für Männer

## Verarbeitung
Seidentücher gibt es in vielen Größen: Ein kleines sogenanntes Nickituch hat etwa die Größe 50 cm × 50 cm. Andere klassische Standardgrößen sind 70 cm × 70 cm, 90 cm × 90 cm oder 110 cm × 110 cm. Ein längliches Seidentuch wird im Allgemeinen als Schal oder Seidenschal (frz. Foulard) bezeichnet.
Seidentücher können einfarbig, selbstbemalt oder aufwändig bedruckt sein. Auch gibt es unzählige Seidenarten und -qualitäten: Crêpe Satin, Chiffon, Crêpe de Chine, Twill, Satin, Habotai, Pongée, Jacquard, Bourée, Georgette oder Wildseide.
Das klassische Seidentuch ist quadratisch, aus reinem Seidentwill und 90 cm × 90 cm groß. Es kann äußerst vielfältig gebunden werden.

## Farben und Muster
Auf Gemälden abgebildete Seidentücher bei der Porträt- und Stilllebenmalerei sind ein allegorisches Zeichen für die Vergänglichkeit der Schönheit. Ein beliebtes Hobby ist die Seidentuchmalerei, eine Art Batiktechnik zur Verschönerung einfarbiger Tücher. Ein bekannter Internetanbieter listet alleine etwa 250 verschiedene Bücher zu dieser Freizeitbeschäftigung auf. Mittlerweile setzen sich auch die Standardgrößen 110 × 110 cm und 140 × 140 cm in der Stoffmalerei durch.

## Seidenmalerei

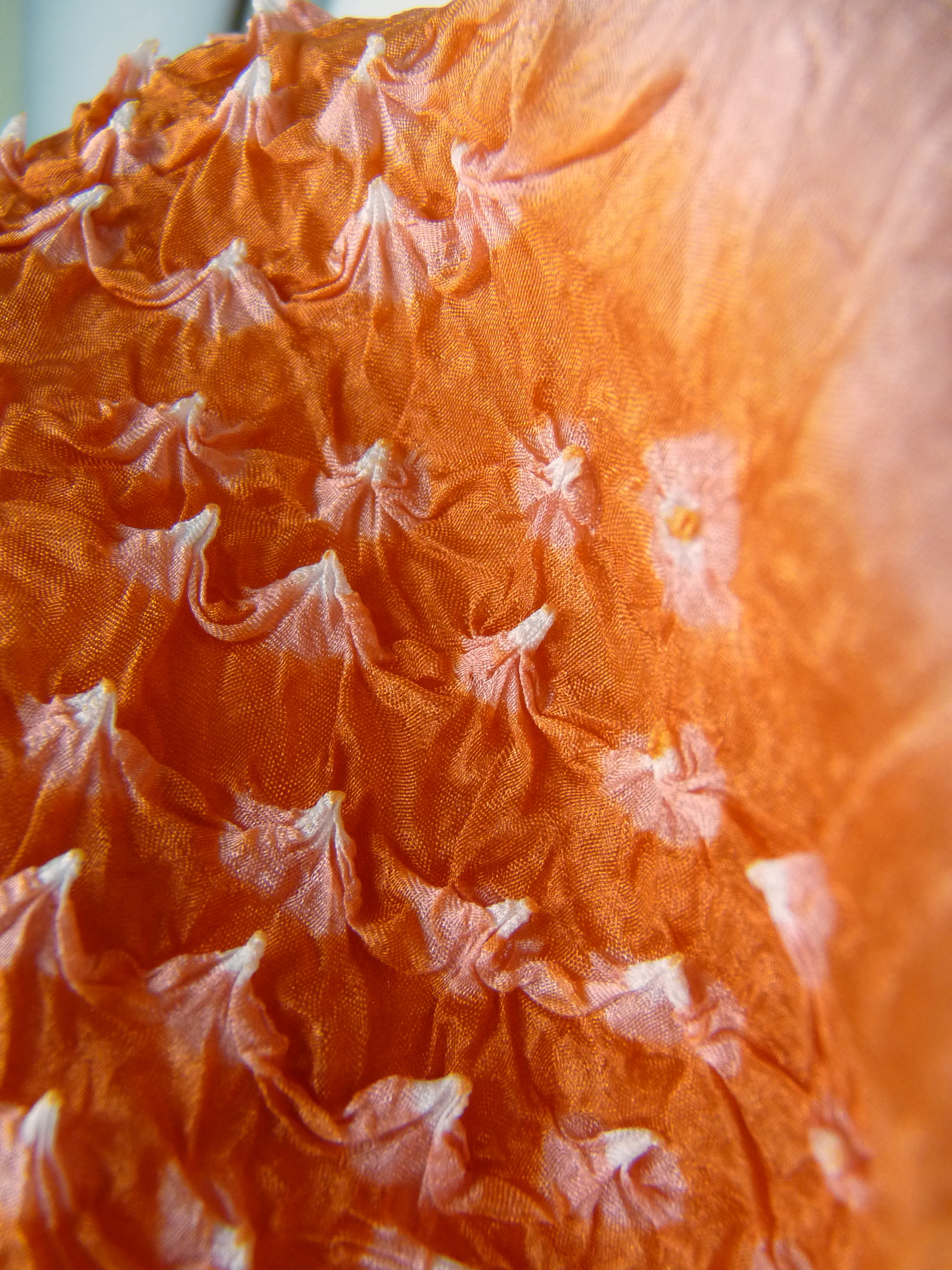
Doppelt gefärbter Schal in Bandhani-Technik, Design: Kamaldeep Kaur

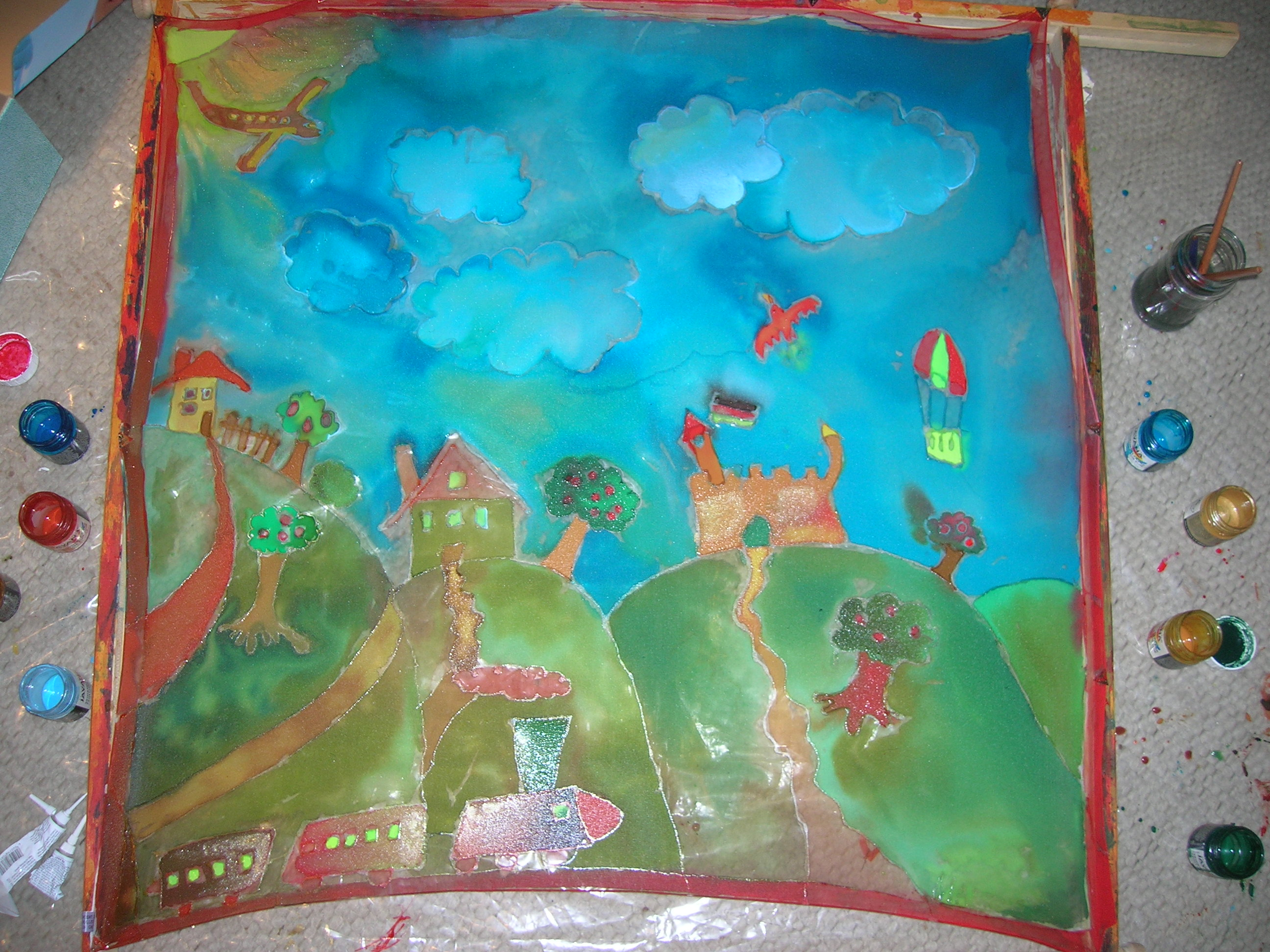
Seidentuch mit Guttatechnik in Entstehung, auf Holzrahmen gespannt

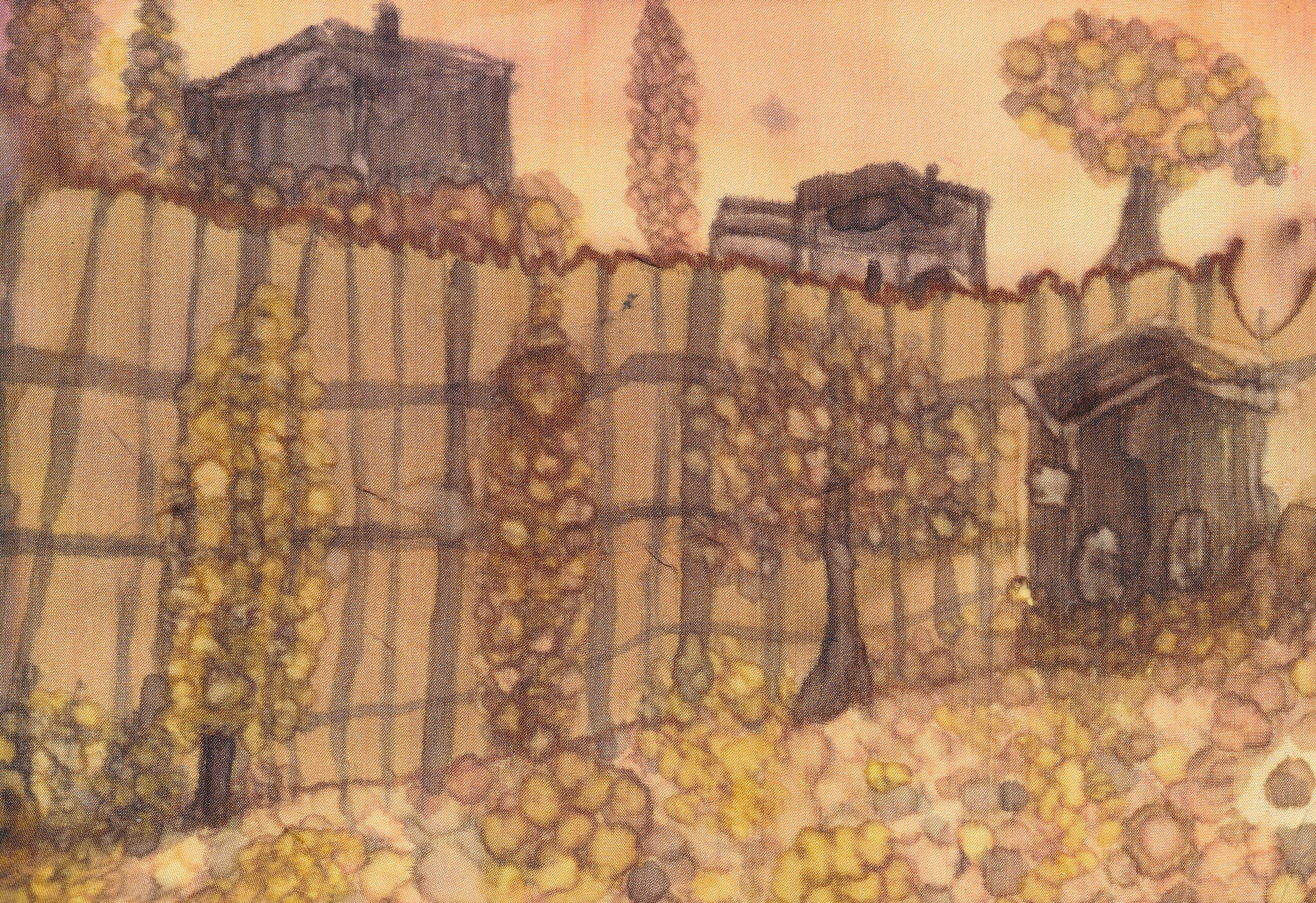
Landschaftsbild auf Seide in verschiedenen Brauntönungen mit Guttatechnik

Die klassische Grundlage der Hobby-Seidenmalerei ist Pongée, aber auf Crêpe Satin und Chiffon können stärkere Farbeffekte und schärfere Konturen erzielt werden. Die Konturmittel können farbig oder farblos (Gutta) sein, letzteres lässt sich nach dem Malen auswaschen, wodurch interessante farblose Konturen erreicht werden können. Man kann zuerst die Konturen zeichnen und nach dem Trocknen die Flächen ausmalen – die Seidenmalfarbe zerläuft schnell, färbt aber die Stellen, auf die Konturmittel aufgetragen worden sind, nicht an. Moderne Seidenfarben kann man einfach durch Bügeln fixieren. Sie sind meistens farb- und waschecht.

## Seidenfärberei
Im professionellen und kunsthandwerklichen Bereich gibt es verschiedene Techniken, Seide einzufärben und zu bemalen. Sie umfassen das mehrfache Färben mit verschiedenen Farben, die Nutzung von verschiedenen Konturenmitteln um komplexe Muster zu fertigen, z. B. die japanische Yūzen, bis hin zur computergesteuerten Stoffdruck-und-Färbemaschine. Die indonesische Batik wird bisweilen für Seide verwendet. Das unterschiedliche Färben der einzelnen Fäden vor dem Verweben ist ebenfalls eine dieser Techniken.
Eine weitere Gruppe von Techniken ist unter den englischsprachigen Ausdrücken tying & dying/tie-dye bekannt. Diese kunstvolle Textiltechnik des Abbindens und Färbens wird in Japan Shibori genannt. Spuren davon finden sich auch in verschiedenen Ländern Südostasiens. Die Technik ist international auch unter der malaiisch-indonesischen Bezeichnung Plangi bekannt. In Indien wird diese Handwerkskunst nur noch in zwei Bundesstaaten ausgeübt, in Gujarat und Rajasthan, zwei benachbarten Regionen im westlichen Indien, und heißt Bandhani. 